# Šunkiči Kikuči
Šunkiči Kikuči (菊池 俊吉, Kikuchi Shunkichi, 1. května 1916 – 5. listopadu 1990) byl japonský fotograf nejznámější díky dokumentaci Hirošimy a Tokia bezprostředně po válce.

## Životopis
Kikuči se narodil v Hanamaki v prefektuře Iwate 1. května 1916. Po absolvování Orientální školy fotografie byl Kikuči zaměstnán v divizi fotografie v Tokiu Kōgeisha a začal svou kariéru jako zpravodajský fotograf. V roce 1941 pracoval ve fotografické divizi společnosti Tōhhaša, kterou založil fotograf Sózó Okada, a v roce 1942 byl členem fotografického štábu časopisu Front. Jeho práce ho zavedla do Číny, Mandžukua a na Filipíny.
V roce 1945 ministerstvo školství uspořádalo „Zvláštní výbor Japonské vědecké rady pro škody způsobené atomovou bombou, průzkumnou skupinu Hirošima / Nagasaki “ a pověřilo Nippon Eiga-sha jako svou divizi dokumentárních filmů. Kikuči sloužil jako fotograf připojený k divizi a byl najat, aby fotografoval pro lékařské účely. Od 30. září do 22. října 1945 zaznamenal následky způsobené atomovou bombu v Hirošimě. V listopadu znovu fotografoval Tokio, zejména domov pro zatoulané děti. V srpnu 1947 šel znovu do Hirošimy, aby vytvořil fotoknihu Živá Hirošima a ukázal rekonstrukci Hirošimy.
Kikuči také pomohl založit nový časopis, kde se poprvé zapojil do vědecké fotografie.
Od roku 1951 byly Kikučiho fotografie publikovány v tak prominentních časopisech jako Sekai, Chūōkōron a Fujin Kōron.
Kikuči zemřel 5. listopadu 1990 ve věku 74 let na leukémii, což mnozí přičítali jeho rozsáhlé práci v ozářené Hirošimě.

## Knihy s díly Kikučiho
- Yūenchi (ゆうえんち). Tokio: Toppan, 1954.
- Kikaika butai no shuryoku sensha (機械化部隊の主力戦車). Rikugun Shashinshū. Tokyo: Green Arrow, 1994. ISBN 4-7663-3158-3.
- Association to Establish the Japan Peace Museum (Asociace pro založení Japonského muzea míru), ed. Ginza to sensō (銀座と戦争) / Ginza and the War. (Ginza a válka.) Tokio: Atelier for Peace, 1986. ISBN 4-938365-04-9. Kikuči je jedním z deseti fotografů, kteří poskytli 340 fotografií pro tuto ilustrovanou a velkou fotografickou historickou publikaci Ginzy od roku 1937 do roku 1947. Titulky a texty v japonštině i angličtině.
- Hiroshima: Sensō to toshi (広島：戦争と都市). Tokyo: Iwanami, 1987. ISBN 4-00-003522-3
- Kaku: Hangenki (核：半減期) / The Half Life of Awareness: Photographs of Hiroshima and Nagasaki. Tokijské muzeum fotografie, 1995. Katalog výstavy; titulky a text v japonštině i angličtině. Bylo reprodukováno devět fotografií Kikučiho o lékařském ošetření v Hirošimě. Text a titulky v japonštině i angličtině.
- (japonsky) Shashinka wa nani o hyōgen shita ka: 1945–1960 (写真家はなにを表現したか1945～1960, What were photographers expressing: 1945–1960 /Co fotografové vyjádřili/). Tokio: Konica Plaza, 1991. s. 16–17.
- (společně s: Ihei Kimura, Kijoši Sonobe a další) Tōkyō sen-kyūhyaku-yonjūgonen, aki (東京一九四五年・秋) / Tokio: Fall of 1945. (Podzim 1945) Tokio: Bunka-sha, 1946. Složená brožura sépiových fotografií života v Tokiu bezprostředně po skončení války. (Slovo aki v názvu jasně ukazuje, že pád zde znamená podzim, nikoli porážku.) Text a titulky v japonštině i angličtině.
- Tōkyō: Toshi no shisen (東京：都市の視線) / Tokyo: A city perspective. (Perspektiva města). Tokijské muzeum fotografie, 1990. Tokio: Metropolitní muzeum fotografie v Tokiu, 1990. Obsahuje dvě fotografie Tokia pořízené bezprostředně po válce.

## Galerie

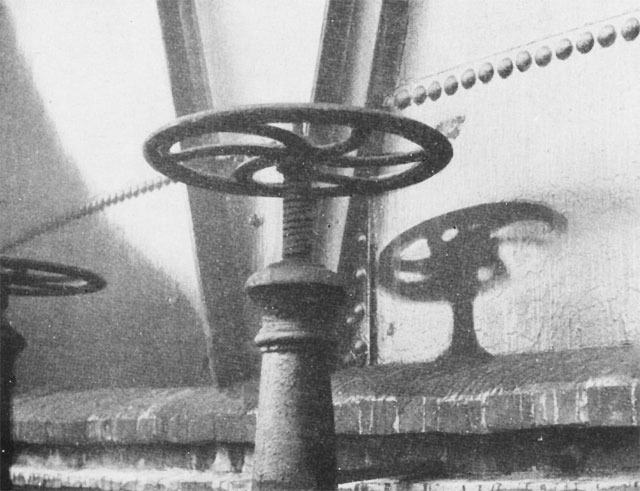
Efekt atomového výbuchu, 1945, Hirošima
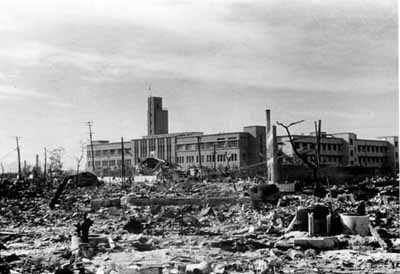
Nemocnice červeného kříže, Hirošima, říjen 1945
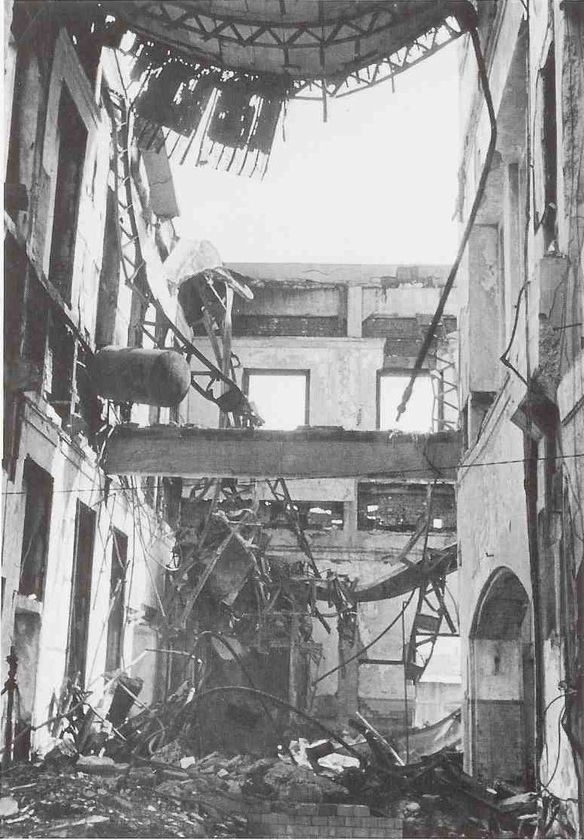
Železniční stanice v Hirošimě, říjen 1945
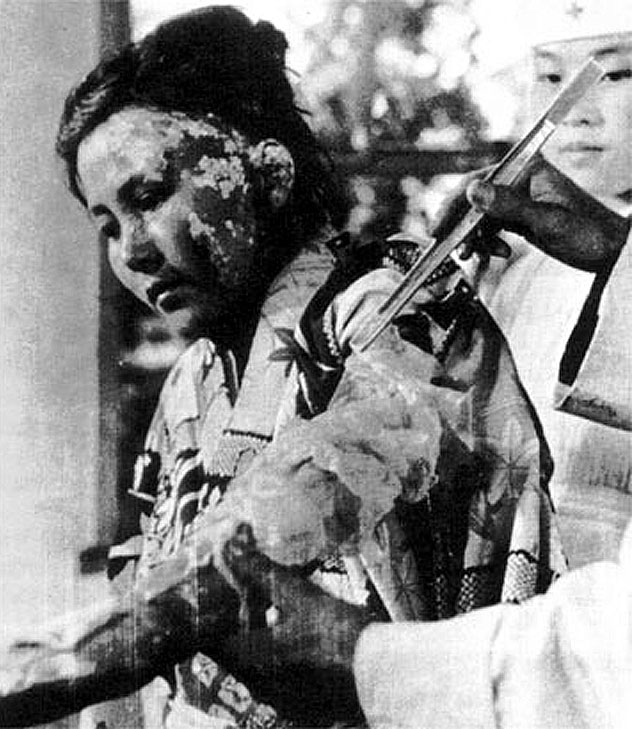
Oběti atomové bomby, 1945, Hirošima